# Oscar Tuma
Oscar Luis Tuma Bogado (Asunción, 12 de noviembre de 1972) es un abogado y político paraguayo. Fue Diputado Nacional por Capital para los períodos legislativos 2008-2013 y 2013-2018 así como representante de la Cámara de Diputados del Paraguay en el Jurado de Enjuiciamiento de Magistrados del Paraguay en el quinquenio 2013-18. Se desempeñó como miembro del equipo de fiscales acusadores que destituyó al Expresidente Fernando Lugo. Fue miembro electo de la Junta del Partido Colorado (2016 - 2021).
Tiene un hijo llamado Oscar Tuma.

## Formación académica
Completó su educación primaria y secundaria en el Colegio Internacional de Asunción. Posteriormente, se graduó de la Facultad de Derecho y Ciencias Sociales de la Universidad Nacional de Asunción en 1999. Avanzó sus estudios realizando una maestría y especialización en Derecho Penal en la Universidad del Norte. 
A lo largo de su carrera académica, ha participado en numerosas disertaciones sobre temas jurídicos y ha completado un amplio rango de cursos especializados en el área de Derecho. Actualmente, es parte del Estudio Jurídico Tuma & Abogados, y ha sido reconocido recientemente como uno de los 150 Líderes de Paraguay.
Es autor de la obra "La Mala Aplicación del Derecho en los Juicios de Ofrecimiento de Alimentos" (Editora Intercontinental, 2024). Ha participado en numerosos congresos y cursos, incluyendo Recursos Ordinarios en el CPC, Derecho Internacional, Derechos Humanos, Protección de las Minorías y Protección del Derecho de la Mujer, Actualización Profesional – Presupuestos de los Actos Procesales, Sistema de Nombramiento y Promoción de Magistrados Judiciales y del Ministerio Público, La Independencia del Poder Judicial, Cambios Estructurales en el Poder Judicial frente al Siglo 21, Libertad de Prensa, Libertad de Prensa – Tomo 2, Derecho Procesal Civil, Unificación de la Legislación Penal en Materia de Falsificación de Marca, Derecho Procesal Civil – Volumen 4, Estudio Crítico del Nuevo Código Penal Paraguay, Panel Debate sobre el Nuevo Código Penal y el Proyecto del CPP, Teoría General sobre el Proceso, Derecho Procesal Civil, Recursos en el CPP, Concurso de Delitos y Unificación de Penas, Estrategia para el Litigio en Casos Penales, Derecho Procesal – Parte General, Acción Penal Privada en el Proceso Penal y Panorama Actual de la Teoría del Delito. Además, ha abordado temas como ¿Qué Puede Reprimir Penalmente el Estado?, ¿Dónde Va el Derecho Penal?, Modificación del Código Procesal Penal, Estado de Derecho y Orden Jurídico Penal. Participó en el Instituto Panamericano de Derecho Procesal – XIX Encuentro Internacional en Asunción, Paraguay, en 2006, y en conferencias magistrales sobre "La Casación", "La Demanda", "La Querella", "Los Recursos", "La Prueba", "El Juicio Oral", "La Contestación de la Demanda", "Las Penas y Medidas", y "El Ministerio Público". También ha participado en la Convención Marco de las Naciones Unidas para el Cambio Climático y el Protocolo de Kioto, en el Proyecto de Ley Marco de Cambio Climático y Medio Ambiente, en el Proyecto de Ley Marco de Protección a los Glaciares, en la XVI Conferencia sobre el Protocolo de Kioto y en el seminario “El rol del Legislador en materia de Prevención de la violencia en Espectáculos Deportivos” en Ciudad de la Plata. Ha realizado cursos teórico-prácticos sobre Regulación de Honorarios Profesionales (Ley 1376/88) y Las Medidas Cautelares.

## Carrera política
Fue elegido diputado por Asunción bajo el estandarte de la Unión Nacional de Ciudadanos Éticos (UNACE). 
Entre el 2008 y el 2010 fue miembro del Parlatino y Vicepresidente 2.º de forma interina de la Cámara de Diputados del Paraguay (2009 al 2010). 
En la Cámara Baja, participó y trabajó sucesivamente al interno, en los siguientes cargos: 
- Vicepresidente de la Comisión de Lucha contra el Narcotráfico (2008 al 2010)
- Vicepresidente de la Comisión de Legislación y Codificación. (2008 al 2012)
- Secretario de la Comisión de Deportes. (2008 al 2013)
- Miembro de la Comisión de Relaciones Exteriores. (2008 al 2011)
- Miembro de la Comisión de Cuentas y Control de Ejecución Presupuestaria. (2009 al 2010)
- Miembro de la Comisión de Presupuesto. (2009 al 2010); Organizador y disertante del Primer Congreso Juvenil por el Bicentenario – Año 2011
- Miembro de la Comisión de Legislación y Codificación (2008 al 2013 – 2013 al 2018)
- Miembro de la Comisión de Asuntos Constitucionales (2008 al 2013 – 2013 al 2018)
- Vicepresidente de la Comisión de Deportes (2013 al 2018).

Fue candidato por el UNACE a la Intendencia de Asunción en el 2010, terminó tercero por sobre seis candidatos.
En mayo de 2011, y tras declarar no sentirse valorado por el partido que lideraba Lino Oviedo, el diputado Oscar Tuma se desafilia del UNACE y pasa oficialmente a ser parte del Partido Colorado . 
Como diputado nacional fue el legislador con mayor producción legislativa y que más audiencias concedió a ciudadanos durante la década del 2008 al 2018.[cita requerida]